# Kélémé
Kélémé (auch: Kélémi) ist ein Dorf in der Landgemeinde Tama in Niger.

## Geographie
Das von einem traditionellen Ortsvorsteher (chef traditionnel) geleitete Dorf liegt im Tal der Maggia, rund sechs Kilometer nordöstlich von Tama, dem Hauptort der gleichnamigen Landgemeinde, die zum Departement Bouza in der Region Tahoua gehört. Größere Dörfer in der Umgebung von Kélémé sind das etwa acht Kilometer nordöstlich gelegene Garadoumé, das etwa neun Kilometer nordwestlich gelegene Assoudjé und das etwa zehn Kilometer westlich gelegene Angoual Dénia.

## Geschichte

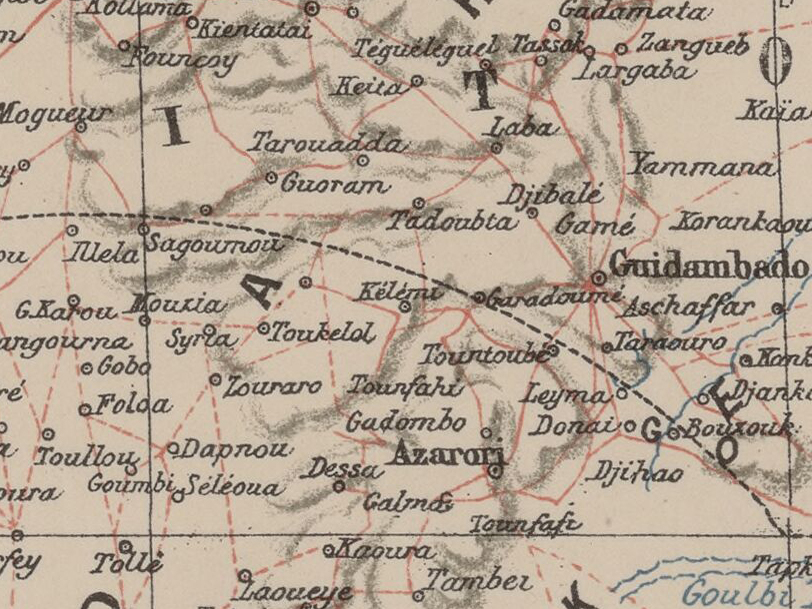
Ausschnitt einer Karte von 1903 mit Kélémé (Kélémi) im Zentrum

Im Sommer 2005 brach in Kéléme die Cholera aus. Es kam in der Dorfbevölkerung zu 86 Erkrankungen und neun Todesfällen.

## Bevölkerung
Bei der Volkszählung 2012 hatte Kélémé 5748 Einwohner, die in 791 Haushalten lebten. Bei der Volkszählung 2001 betrug die Einwohnerzahl 4051 in 643 Haushalten und bei der Volkszählung 1988 belief sich die Einwohnerzahl auf 1253 in 214 Haushalten.

## Wirtschaft und Infrastruktur
In Kélémé gibt es eine einfache Krankenstation (Case de Santé).